# Kamerunsnårskvätta
Kamerunsnårskvätta (Cossyphicula isabellae) är en fågel i familjen flugsnappare inom ordningen tättingar. Den har ett mycket begränsat utbredningsområde i bergsskogar i afrikanska Kamerun och Nigeria. Arten minskar i antal, men beståndet anses vara livskraftigt.

## Utseende och läte
Kamerunsnårskvättan är en rätt enfärgad snårskvätta i brunt och orange, med vitt ögonbrynsstreck och mörkt ansikte. Liksom de flesta andra snårskvättor är stjärten mörk i mitten och orangefärgad på sidorna. Arten liknar vitbukig snårskvätta, men skiljs på orangefärgad buk och mycket tydligare vitt ögonbrynsstreck. Den liknar även gråkronad akalat, men även den saknar ögonbrynsstreck, men även den tvåfärgade stjärten. Sången består av en rad gnissliga och raspiga visslingar, långt mindre musikalisk och anspråksfull än sången hos de flesta snårskvättor.

## Utbredning och systematik
Kamerunsnårskvättan förekommer endast i bergstrakter i sydvästra Kamerun samt i angränsande sydöstra Nigeria. Den delas in i två distinkta underarter med följande utbredning:
- Cossyphicula isabellae batesi – förekommer i sydöstra Nigeria
- Cossyphicula isabellae isabellae – förekommer på berget Kamerun

### Släktestillhörighet
Kamerunsnårskvätta placerades tidigare i släktet Cossypha, men genetiska studier visar att den står nära vitbukig snårskvätta (Cossyphicula roberti). Den inkluderas därför i det släktet.

### Familjetillhörighet
Kamerunsnårskvätta liksom fåglar som rödhake, näktergalar, stenskvättor, rödstjärtar och buskskvättor behandlades tidigare som en trastar (Turdidae), men genetiska studier visar att den tillhör familjen flugsnappare (Muscicapidae).

## Levnadssätt
Kamerunsnårskvättan hittas i undervegetation i bergsskogar där den för ett tillbakadraget liv. Ibland kan den ses följa vandrande myror.

## Status och hot
Arten har ett stort utbredningsområde, men tros minska i antal, dock inte tillräckligt kraftigt för att den ska betraktas som hotad. Internationella naturvårdsunionen IUCN listar arten som livskraftig (LC).

## Taxonomi och namn
Kamerunsnårskvättan beskrevs som art 1862 av George Robert Gray, under protonymet Cossypha isabellae. Det vetenskapliga artnamnet hedrar Lady Isabel Burton (1831-1896), brittisk resenär, författare och fru till Richard Francis Burton.